# 6632 Scoon
A 6632 Scoon (ideiglenes jelöléssel 1984 UX1) a Naprendszer kisbolygóövében található aszteroida. Edward L. G. Bowell fedezte fel 1984. október 29-én.